# Solvalou
Solvalou (ソルバルウ, Sorubarū) est un jeu d'arcade développé et édité par Namco. Il s’agit d’un shoot 'em up de type rail shooter, sorti  sur System 21 en 1991 uniquement au Japon. Il fait partie de la série des Xevious.

## Système de jeu
Solvalou propose un gameplay similaire à son prédécesseur Xevious, mais propose un environnement en trois dimensions en vue à la première personne.